# Campamento de Tel al-Sultán
El campamento de Tel al-Sultán o Tel as-Sultán (en árabe: معسكر تل السلطان‎) es uno de los ocho campos de refugiados palestinos en la Franja de Gaza. Se encuentra en la gobernación de Rafah, justo al norte de la ciudad de Rafah y del campamento de Rafah. Se estableció para absorber a los refugiados del campamento Canadá después de que este fuese finalmente clausulado en el año 2000.
UNRWA no hace distinciones entre el campamento de Rafah y el de Tel al-Sultán. A mediados de 2024, la Oficina Central de Estadísticas de Palestina calculaba la población de ambos campamentos en 44.227 habitantes.

## Historia
Tras su victoria en la guerra de los Seis Días, Israel ocupó militarmente Cisjordania y Jerusalén Este de Jordania, los Altos del Golán de Siria y la península del Sinaí y la Franja de Gaza de Egipto. En esta última, y bajo el pretexto de que suponía una medida de seguridad, las tropas israelíes demolieron numerosas viviendas en Rafah, lo cual dejó sin hogar a unas 16.000 personas que fueron reubicadas a la fuerza en diversas localidades. Unas 2000 fueron desplazadas a El Arish, en la península del Sinaí, y varios cientos de ellas a Cisjordania. En 1972, las autoridades israelíes construyeron en la Rafah egipcia, al otro lado de la frontera, un campamento de tiendas de campaña conocido como el Campamento Canadá, por encontrarse en un antiguo campamento del destacamento canadiense de la FENU. Un campamento parecido se desarrolló en el lado palestino de la frontera y terminó convirtiéndose en el barrio de Brazil de la ciudad de Rafah. Con el tiempo, UNRWA pasó a proveer al campamento con asistencia médica, educación y el resto de servicios que proporciona a los refugiados palestinos, pero estos carecían de permiso de trabajo y sobrevivían con una mínima paga mensual.
Una de las cláusulas de los Acuerdos de Camp David de 1978, por los que Israel devolvió a Egipto la península del Sinaí a cambio de un acuerdo de paz entre ambos, fue que los refugiados del Campamento Canadá fuesen repatriados a la Franja de Gaza en un plazo de seis meses. Se seleccionó para acogerlos el barrio de Tel el-Sultán de la ciudad de Rafah, pero diversos problemas burocráticos y legales fueron ralentizando el proceso y las últimas familias no se instalaron en la parte gazatí de la frontera hasta finales del año 2000. Tanto la Autoridad Nacional Palestina como Canadá aportaron fondos para la construcción de este campo de refugiados.
El 26 de mayo de 2024, el campamento sufrió una masacre como consecuencia de un ataque israelí que mató al menos a 50 personas, la mayoría de las cuales eran mujeres y niños.